# 漁郎郡
漁郎郡（：／ Ŏrang gun */?）是朝鮮民主主義人民共和國咸鏡北道中部的一個郡，西以咸鏡山脈與咸鏡南道接壤。河流有漁郎川，湖泊有長淵湖、武溪湖，東臨日本海。面積1,034平方公里，2008年人口87,757人。下分1邑、1勞動者區、20里。
1952年自鏡城郡分出。